# Jesús Gatell Margarit
Jesús Gatell Margarit (Barcelona, España, 13 de julio de 1943 - Barcelona, 2 de marzo de 2020) fue un deportista español que compitió en luge. Fue integrante del primer equipo español de luge en unos Juegos Olímpicos.

## Juegos Olímpicos de Grenoble 1968
Fue seleccionado para representar a España gracias a la iniciativa de Juan Antonio Samaranch que quiso formar equipos de bobsleigh y luge en la década de los 60 y principios de los 70 con la intención de que representaran a España en los Juegos Olímpicos de Grenoble 1968.
Formó parte del equipo español que participó en Grenoble 68, en luge el equipo era de 4 deportistas: Luis Omedes Calonja, Jordi Monjo, Jordi Roura y él mismo.
En la competición quedó posicionado en el puesto número 42 con un tiempo final de 3:11.78 siendo el mejor de los 4 españoles.